# 方西園

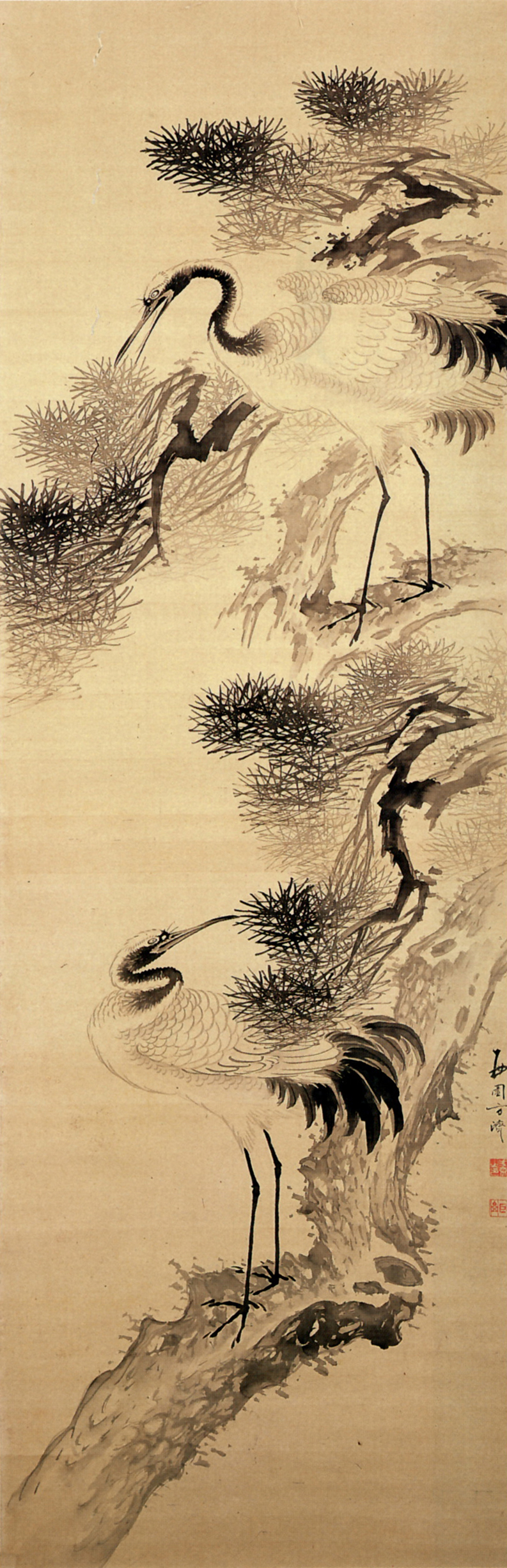
松鶴遐齢図 橋本コレクション

方 西園（ほう せいえん、乾隆元年（1736年） - 卒年不詳）は清の商人・画家。江戸時代中期、日本に渡来し画技を伝える。
名は濟、字は巨濟・巨川、西園と号した。安徽省旌徳県の生まれ。

## 略伝
周西山を画の師とし、花卉図・翎毛鳥獣図・山水図などの水墨を得意とした。初来日は明和元年（1764年）とも安永元年（1772年）ともいう。安永3年（1774年）の来日記録ははっきりしている。安永9年（1780年）、45歳の時、元順号の副船主として渡海したが5月2日に房総沖で難破し安房国朝夷郡千倉に漂着。乗組員78名は全員無事だったが岩槻藩の唐人への待遇が悪く問題となった。このとき杜澂が華音（中国語）に堪能であることから請われて通司を務めている。
日本船にて長崎に移送される途中、富士山を実見。西園は「目睹して実に大観なり」と感激して絵筆を走らせたという。このほかにも日本各地を写生。後に谷文晁により「漂客奇賞図」として模刻される。その遠近法が当時大いに注目される。
伊東藍田や真村廬江、東東洋が画の教えを受け、谷文晁や渡辺崋山らも大きく影響を受けている。

## 脚註
1. ↑  『暢春楼展覧』凡例に「如巨川、晴湖、其人見存」との記述があり、寛政5年（1793年）の生存が確認できる。
2. ↑  江蘇新安・福建省とも
3. ↑  『漂客紀事』
4. ↑  『遊房筆語』